# Bucklandiella crumiana
Bucklandiella crumiana là một loài Rêu trong họ Grimmiaceae. Loài này được (Fife) Bednarek-Ochyra & Ochyra mô tả khoa học đầu tiên..